# Richard Livén
Richard Jan Livén, född 12 juli 1967 i Almunge församling i Uppsala län, är en svensk moderat politiker och var mellan februari 2022 till november 2023 kommunstyrelsens ordförande i Salems kommun, numera oppositionsråd på halvtid. Livén har varit aktiv i moderaterna sedan 2016 och valdes in i kommunfullmäktige efter valet 2018. Innan han blev kommunstyrelsens ordförande satt Livén som ordförande i utbildningsnämnden under år 2021. Livén har även bland annat varit VD för Tumba träningscenter AB..